# Scelidacantha virginata
Scelidacantha virginata är en fjärilsart som beskrevs av Graef 1880. Scelidacantha virginata ingår i släktet Scelidacantha och familjen mätare. Inga underarter finns listade.